# Wyoming Cowboys
Wyoming Cowboys (español: Vaqueros de Wyoming) es el equipo deportivo de la Universidad de Wyoming, situada en Laramie (Wyoming). Los equipos femeninos se denominan Cowgirls. Todos ellos participan en las competiciones universitarias organizadas por la NCAA, y forma parte de la Mountain West Conference.

## Programa deportivo
Los Cowboys y las Cowgirls compiten en las siguientes especialidades deportivas:
| - Masculino - Baloncesto - Cross - Fútbol americano - Golf - Atletismo - Atletismo cubierta - Natación - Lucha libre | - Femenino - Baloncesto - Cross - Golf - Atletismo - Atletismo cubierta - Fútbol - Natación - Tenis - Voleibol |

### Baloncesto

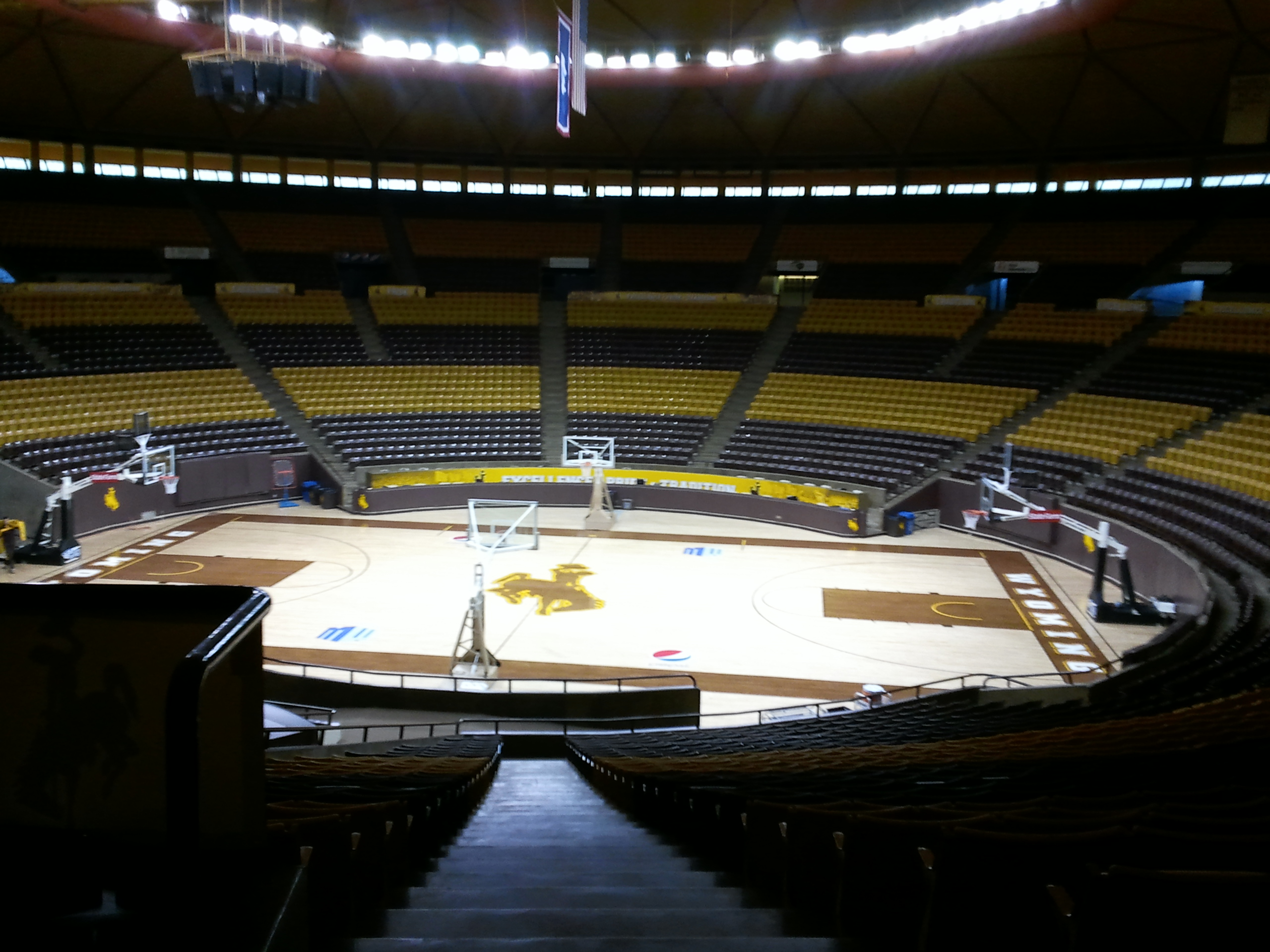
El Arena-Auditorium, sede de los equipos de baloncesto.

El origen del equipo data de 1904. Desde entonces, han conseguido ganar el título nacional en una ocasión, en el año 1943, ganando además en 16 ocasiones la fase regular de la Mountain West Conference. Un total de 23 jugadores salidos de esta universidad han llegado a la NBA, de los cuales tan solo 2 lo hacen en la actualidad, Theo Ratliff y Justin Williams.

#### Participaciones en fases finales de la NCAA
| TORNEO DE LA NCAA |                  |                 |
| Año               | Posición final   | Entrenador      |
| 2015              | 2ª ronda         | Larry Shyatt    |
| 2002              | 2ª ronda         | Steve McClain   |
| 1988              | 1.ª ronda        | Benny Dees      |
| 1987              | Octavos de final | Jim Brandenburg |
| 1982              | 2ª ronda         | Jim Brandenburg |
| 1981              | 2ª ronda         | Jim Brandenburg |
| 1967              | 1.ª ronda        | Bill Strannigan |
| 1958              | 1.ª ronda        | Everett Shelton |
| 1953              | 1.ª ronda        | Everett Shelton |
| 1952              | Cuartos de final | Everett Shelton |
| 1949              | 1.ª ronda        | Everett Shelton |
| 1948              | 1.ª ronda        | Everett Shelton |
| 1947              | 1.ª ronda        | Everett Shelton |
| 1943              | Campeones        | Everett Shelton |
| 1941              | 1.ª ronda        | Everett Shelton |